# بيل أوبرست جونيور
بيل أوبرست جونيور (بالإنجليزية: Bill Oberst, Jr.)‏ هو ممثل أمريكي، ولد في 21 نوفمبر 1965 بكارولاينا الجنوبية في الولايات المتحدة.

## وصلات خارجية
- بيل أوبرست جونيور على موقع IMDb (الإنجليزية)
- بيل أوبرست جونيور على موقع ألو سيني (الفرنسية)
- بيل أوبرست جونيور على موقع قاعدة بيانات الفيلم (الإنجليزية)